# L'État et la Révolution
Vous pouvez aider à l'améliorer ou bien discuter des problèmes sur sa page de discussion.
- Il ne cite pas suffisamment ses sources. Vous pouvez indiquer les passages à sourcer avec {{référence nécessaire}} ou {{Référence souhaitée}}, et inclure les références utiles en les liant aux notes de bas de page. (Marqué depuis mars 2024)
- Certaines informations devraient être mieux reliées aux sources mentionnées dans la bibliographie ou les liens externes. Améliorez sa vérifiabilité en les associant par des références. (Marqué depuis mars 2024)
- Il ne s’appuie pas, ou pas assez, sur des sources secondaires ou tertiaires. (Marqué depuis mars 2024)

- Archive Wikiwix
- Bing
- Cairn
- DuckDuckGo
- E. Universalis
- Gallica
- Google
- G. Books
- G. News
- G. Scholar
- Persée
- Qwant
- (zh) Baidu
- (ru) Yandex
- (wd) trouver des œuvres sur Wikidata

L'État et la Révolution : la doctrine marxiste de l'État et les tâches du prolétariat dans la révolution est un ouvrage rédigé par Lénine en 1917 lors de son retour en Russie.
En septembre 1917, pendant la Révolution russe, il souhaite théoriser le rôle de l'État, la rédaction du livre fut interrompue par les événements d'octobre 1917.
Lénine déclare défendre les analyses de Karl Marx et Friedrich Engels sur la nature de l'État contre ce qu'il considère être une déformation de leur pensée par les théoriciens réformistes de la social-démocratie qui se réclament du marxisme, en particulier Karl Kautsky. L'État y est analysé comme un instrument d'oppression visant à assurer la domination d'une classe sociale sur une autre dans un mode de production donné. Selon Lénine, qui reprend une formule d'Engels, l'État est l'aveu même du caractère inconciliable des intérêts des classes qui s'affrontent, dans la mesure où il met en place un ensemble d'institutions répressives (groupes armés, justice…) visant à assurer la pérennité de l'ordre social établi. Il n'est donc pas susceptible d'être réformé dans le sens du socialisme, comme l'affirmeraient certains socialistes, mais doit être renversé.
Lénine parle d'une première étape qui correspond à la destruction de l'État bourgeois et son remplacement par un « État ouvrier ». Celui-ci resterait toujours un instrument d'oppression mais de la classe ouvrière envers la classe possédante afin d'opérer à la « socialisation des biens ». Ceci fait, l'antagonisme de classes (entre bourgeoisie et prolétariat) disparaitrait étant donné qu'aucune classe n'aurait la propriété des moyens de production. On serait alors en présence d'une société sans classe et par voie de conséquence, sans État car par définition l'État est un instrument de classe.

## Contenu

### Classe sociale et État
Ce livre est pour Lénine l’occasion de réaffirmer en période révolutionnaire la doctrine marxiste quant à l’État face aux petits bourgeois. Dans la doctrine, l’État est le produit d’une société à un stade déterminé de son développement. L’État est un outil au service de la bourgeoisie permettant de faire régner un ordre au sein du conflit de classe et ainsi maintenir la pluralité des classes. L’État est donc une manifestation concrète du fait que les contradictions de classes sont inconciliables. La déformation petite bourgeoise voit par dérivée l’État comme un conciliateur de classe (faisant le lien entre les différents antagonismes). L’outil de l’État c’est la violence (police, armée, prison etc.) L’armement de la population est donc impossible car cela entraînerait une lutte armée entre elle. L’État exprime donc une violence mais est aussi un instrument pour l’exploitation de la classe opprimée. Pour entretenir une force armée l’État doit donc prélever l’impôt (on retrouve les deux caractéristiques de l’État moderne chez Norbert Elias). Si cet État est démocratique (ce qui est la meilleure forme d’État capitaliste) alors le suffrage universel permet de mesurer la maturité de la classe ouvrière, rien de plus. La révolution prolétarienne détruit cet État bourgeois, pour laisser la place à un État prolétarien qui s’éteint par la suite. « Sans révolution violente, il est impossible de substituer l’État prolétarien à l’État bourgeois. »

### État, violence et démocratie
L’État étant un instrument de répression, les prolétaires auront paradoxalement besoin de celui-ci pour mater la contre-révolution bourgeoise. Cette classe d’exploiteur fractionne la paysannerie et la petite bourgeoisie mais permet la mise en place d’une unité du prolétariat, classe révolutionnaire par excellence. Pour renverser la bourgeoisie, le prolétariat doit donc se constituer en classe dominante capable de réprimer. Et c’est une avant-garde du prolétariat, éduquée par le marxisme qui prendra le pouvoir pour mener l’ensemble du peuple au socialisme. Être marxiste, ce n’est pas reconnaître les classes mais reconnaître que le résultat de la lutte des classes est la dictature du prolétariat. Marx cherche à prendre leçon des expériences révolutionnaires du passé. Il remarque tout d’abord que chaque révolution a eu pour conséquence d’accroître le rôle de l’État (reprise de Tocqueville). Or pour lui, il faut la démolir. La commune de Paris nous montre qu’il ne s’agit pas pour le prolétariat d’utiliser l’État bourgeois à ses fins. « La classe ouvrière ne peut se contenter de prendre la machine de l’État et de la faire fonctionner pour son propre intérêt. » Le prolétariat doit donc briser cette machine d’État. La destruction de l’État doit se faire par l’alliance de la paysannerie et du prolétariat tous deux opprimés par la machine bureaucratique et militaire de l’État. Il faut donc que le prolétariat remplace la machine d’État bourgeois. Marx attendait la réponse de l’expérience des mouvements révolutionnaires. Une première piste de réflexion chez Marx reposait sur la fait que chacun devrait remplacer l’État, devrait être capable d’accomplir ses tâches afin de le rendre moins indispensable. Il s’agit aussi de simplifier l’État et sa bureaucratie par la révocabilité des fonctionnaires, par l’égalisation de leur salaire sur le revenu des ouvriers. La révolution doit aussi supprimer le parlementarisme, entendu au sens que ce n’est qu’un leurre, le véritable pouvoir étant ailleurs. Cependant pour Marx, il faut conserver un système représentatif. Il n’est donc pas pour un système de démocratie directe.

### Un nouvel État
Le pouvoir doit se faire dans le cadre d’une nation centralisée (alors même qu’il veut détruire l’État). Marx ne défend pas le fédéralisme (contrairement à Proudhon par exemple). Cette nouvelle organisation se fera en deux étapes : le semi-État (le socialisme) puis la disparition complète de l’État. Marx ne se penche pas trop sur la seconde étape, s’intéressant plus à la première. Cette transition du capitalisme (étape nécessaire) au communisme doit être pour lui la dictature du prolétariat (enseignement qu’il tire de la Commune). Cette révolution lui apparaît comme la forme enfin trouvée de la révolution prolétarienne. La marche en avant de la démocratie ne passe pas, comme le pensent les petits bourgeois, par un toujours mieux, mais par un recul paradoxal : la dictature du prolétariat. C’est en quelque sorte un mal nécessaire vers la mise en place de la véritable démocratie. Si elle restreint les libertés pour les riches, elle accroît la démocratie au prolétariat ce qui est un progrès de la démocratie. Donc l’État reste nécessaire, mais il est déjà un État transitoire.

## Citation de l'Etat et la Révolution de Lénine
- « Tandis que l'État existe, pas de liberté ; quand régnera la liberté, il n'y aura plus d'État. »
- « En effet, quand tous auront appris à administrer et administreront effectivement eux-mêmes la production sociale, quand tous procéderont eux-mêmes à l'enregistrement et au contrôle des parasites, des fils à papa, des filous et autres "gardiens des traditions du capitalisme", - se soustraire à cet enregistrement et à ce contrôle exercé par le peuple entier sera à coup sûr d'une difficulté si incroyable et d'une si exceptionnelle rareté, cela entraînera vraisemblablement un châtiment si prompt et si rude (les ouvriers armés ont un sens pratique de la vie; ils ne sont pas de petits intellectuels sentimentaux et ne permettront sûrement pas qu'on plaisante avec eux) que la nécessité d'observer les règles, simples mais essentielles, de toute société humaine deviendra très vite une habitude. »

## Critiques marxistes du livre de Lénine, de sa stratégie et de sa pensée
Le marxiste et communiste de conseils Anton Pannekoek s'est montré critique vis-à-vis de la pensée de Lénine. Il considère que la stratégie léniniste ne pouvait qu'engendrer une bureaucratie et un capitalisme d'Etat : 
Un système de capitalisme d'Etat prit définitivement corps en Russie [URSS], non en déviant par rapport aux principes établis par Lénine dans l'Etat et la révolution par exemple mais en s'y conformant. Une nouvelle classe avait surgi, la bureaucratie, qui domine et exploite le prolétariat.
Également, Anton Pannekoek est un conseilliste considérant que la dictature du prolétariat, contrairement à Lénine, s'incarne par les conseils (de travailleurs). S'il y a éventuellement des élections, alors les élus sont des délégués révocables à tout instant (mandat impératif). Les conseils, dès le début de la révolution, contribuent ainsi au dépérissement de l'État. Les conseils sont en même temps considérés comme une garantie de la montée du communisme dans le processus révolutionnaire. Contrairement à la logique de Lénine optant pour un parti d'avant-garde de professionnels révolutionnaires prenant le contrôle de l'appareil d'État, Pannekoek considère que ce qui doit organiser la révolution sous la dictature du prolétariat sont les conseils ouvriers démocratiques :
« L'organisation conseilliste incarne la dictature du prolétariat. Il y a plus d'un demi-siècle, Marx et Engels ont expliqué comment la révolution sociale devait amener la dictature du prolétariat et comment cette nouvelle expression politique était indispensable à l'introduction de changements nécessaires dans la société. Les socialistes qui ne pensent qu'en termes de représentation parlementaire, ont cherché à excuser ou à critiquer cette infraction à la démocratie et l'injustice qui consiste selon eux à refuser le droit de vote à certaines personnes sous prétexte qu'elles appartiennent à des classes différentes. Nous pouvons voir aujourd'hui comment le processus de la lutte de classes engendre naturellement les organes de cette dictature : les soviets [donc les conseils]. »
Le conseilliste Otto Rühle critique également l'ouvrage de Lenine : 
Lénine dans son livre l'Etat et la Révolution a défendu, en s'appuyant sur Marx, l'idée que l'Etat, forme caractéristique de la domination bourgeoise, doit disparaître après la révolution prolétarienne. Mais non pas en l'écartant d'un coup. Plutôt, en l'amenant à s'éteindre lentement mais sûrement. C'était la tâche du bolchévisme en Russie d'entamer et de conduire cette extinction. Il faut admettre que cette entreprise s'effectuait dans des conditions très défavorables et extrêmement difficiles. Le seul atout que Lénine avait pour mener à terme ce projet était les soviets [conseils ouvriers]. Mais les soviets n'avaient aucune place dans le système bolchévik qu'il avait créé. La question n'était pas simplement : avec les soviets ou sans les soviets ? Avec les soviets ou sans eux, cela signifie qu'il subsiste de profondes différences dans la structure organique, la stratégie révolutionnaire, les moyens de lutte, les méthodes tactiques, les objectifs sociaux, la réorganisation pratique et les principes de la société nouvelle. De ces constatations, il résulte qu'un Lénine, avec pour mot d'ordre les soviets, aurait pu être un tout autre homme qu'un Lénine sans ce mot d'ordre. Il en résulte également que ces difficultés et ces obstacles peu communs étaient d'une importance vraiment secondaire dans sa tentative d'ériger le communisme en Russie et dans son éventuelle réussite. Si Lénine avait créé son système bolchévik pour un mouvement internationaliste des travailleurs et s'il avait eu la chance de pouvoir le mettre à l'épreuve dans le pays le plus développé du monde, dans le combat révolutionnaire d'un prolétariat industriel, il est à parier à cent contre un qu'il aurait essuyé le même échec qu'en Russie. Car l'échec de la révolution russe, d'une révolution qui devait mettre un terme à l'exploitation, supprimer l'Etat, libérer les hommes de leur destin de prolétaires et réaliser le socialisme, n'était pas conditionné par l'absence de révolution mondiale, les pêchés de la bureaucratie, ni par Staline. Il était uniquement conditionné par le système bolchévik. [...] Devant l'ampleur de la tâche, l'insuffisance du système bolchévik éclata. Ce qu'il entreprit dégénéra en soi-disant communisme de guerre qui n'avait de communisme que le nom. La réalisation de l'idée des soviets ayant échoué dans l'armée, leur suppression suivit progressivement dans l'administration, l'appareil d'Etat et dans tout l'édifice social et culturel.